# いすゞ・ビギン

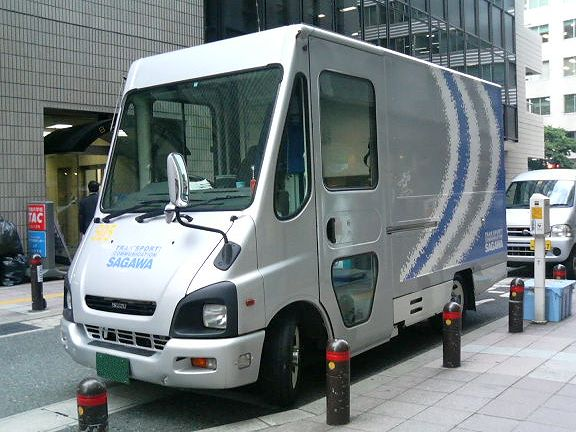
ビギン(佐川急便)

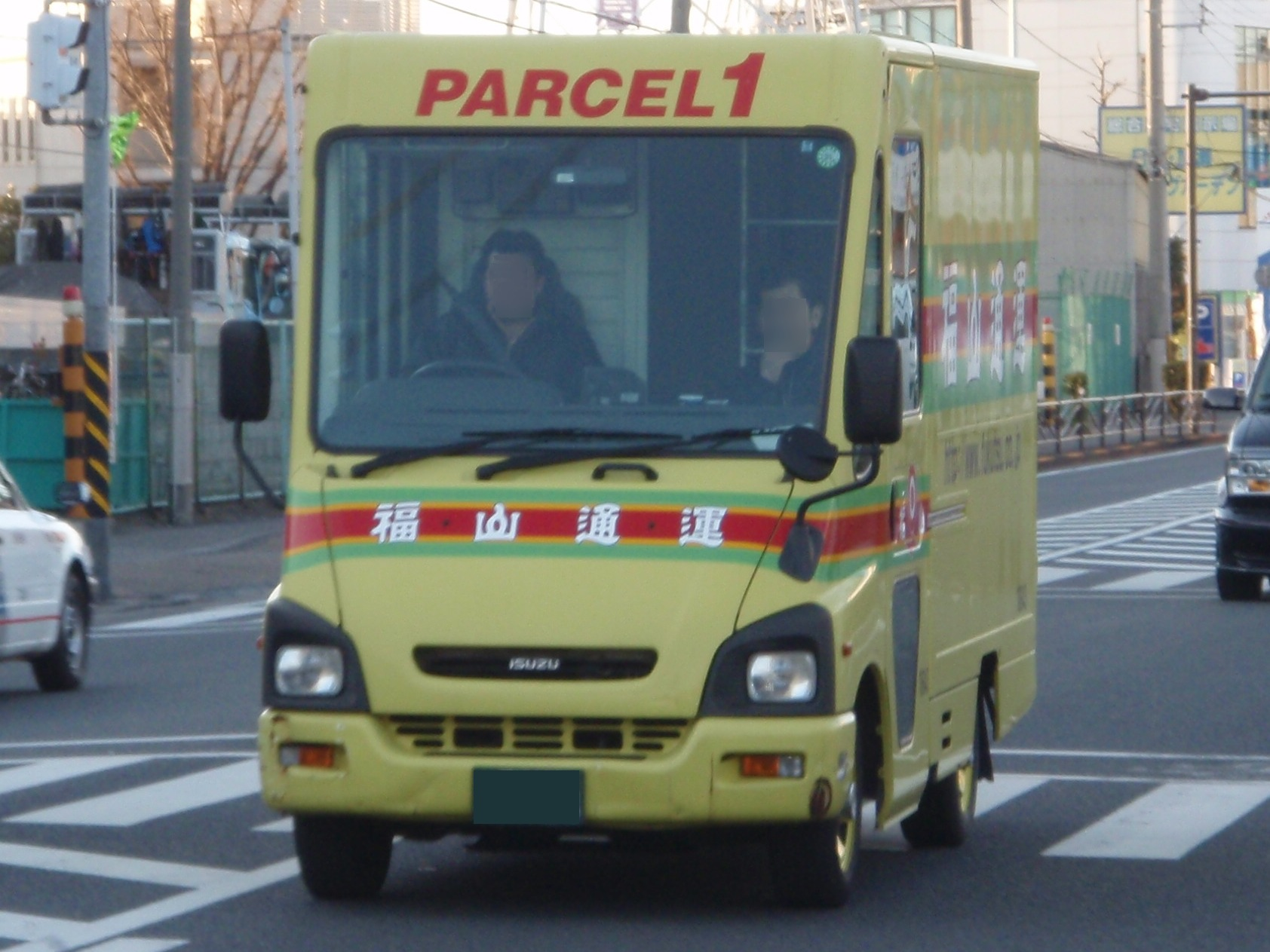
ビギン(福山通運)

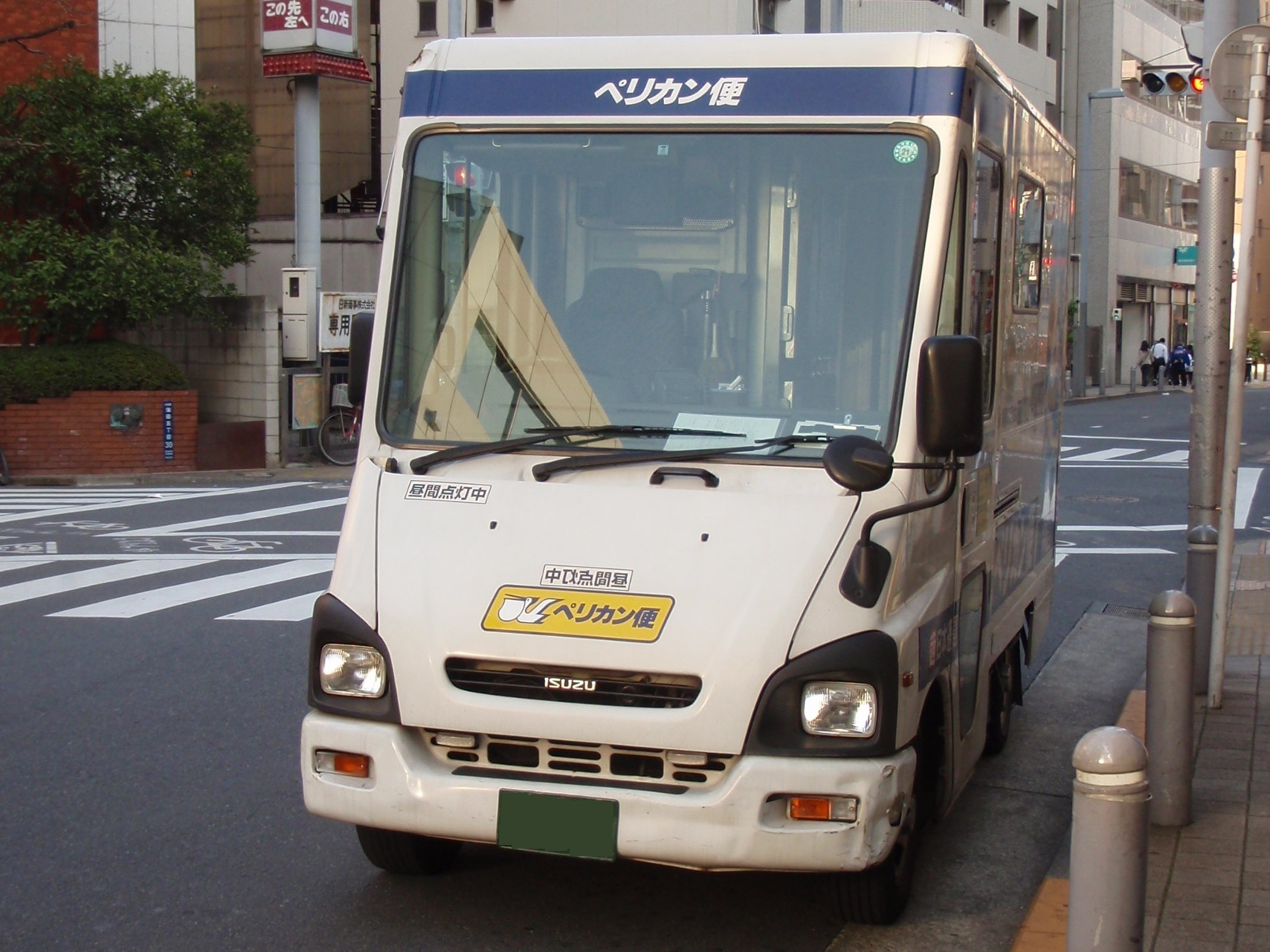
ビギン(日本通運)

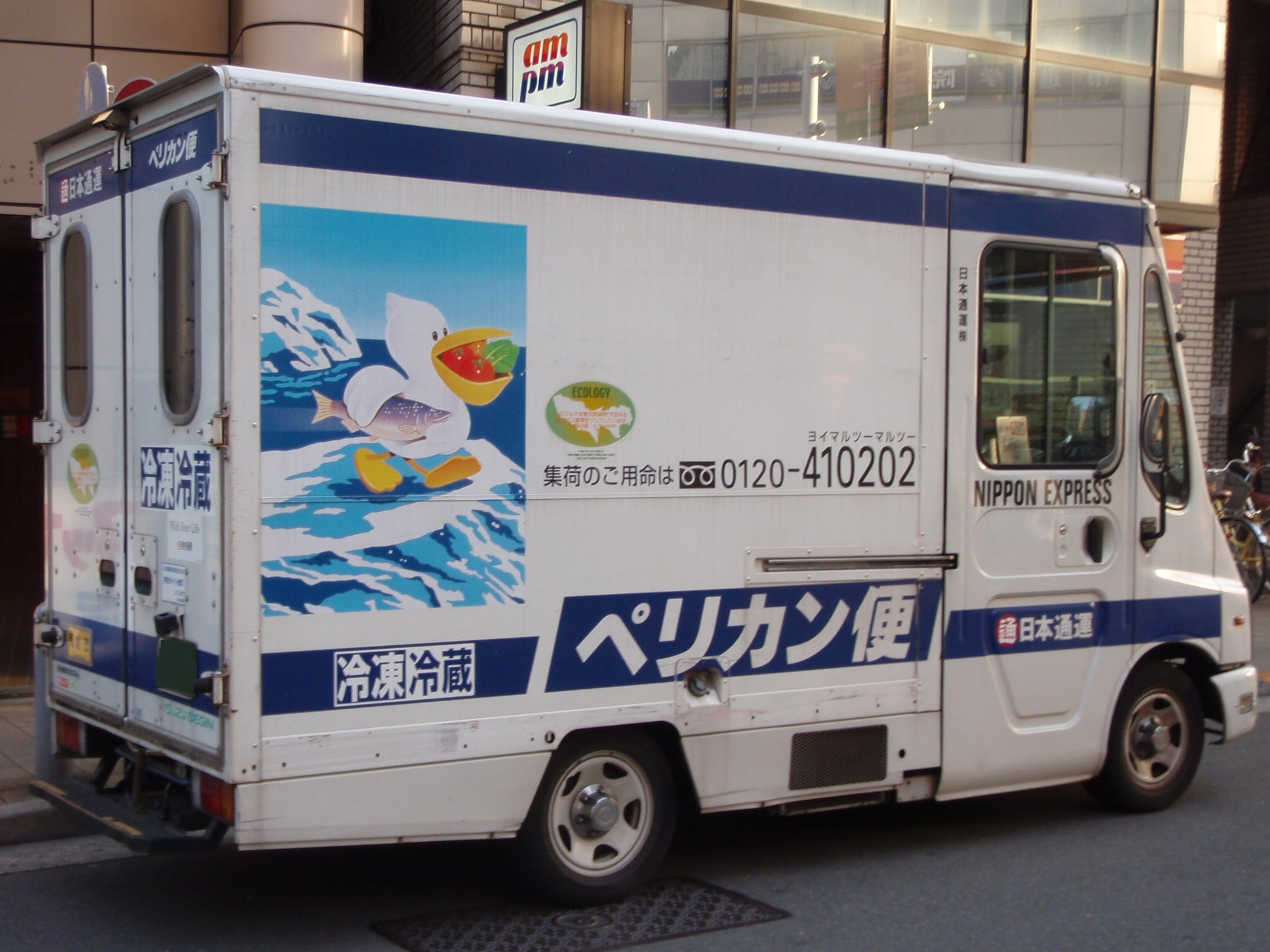
ビギン(日本通運)

ビギン（BEGIN ）はいすゞ自動車がかつて製造していたウォークスルーバンである。

## 概要
エルフUTの後継、そしてトヨタ・クイックデリバリーに対抗するために開発された。
当初クイックデリバリーがヤマト運輸専売であったのに対し、ビギンは日本通運や佐川急便、福山通運など小口輸送を取り扱うライバル会社や日本郵政公社を中心に販売されたが、後にクイックデリバリーの一般向け販売が開始されたことで売れ行きが悪化、またいすゞ自動車の経営不振もあり、僅か２年で製造中止となった。またOEMとして他社へ供給されることもなかった。
同社のピックアップトラック・ロデオのシャーシをベースに開発されたことから、リアタイヤはシングルタイヤで、積載量はライバル車よりも少ない1,150kgとされた。都市内の短距離配送を想定された車両であることから、燃料タンクも53リットルと乗用車並の小ささであった。
エンジンはエルフ用の4JG2型無過給ディーゼルエンジン。トランスミッションは5速MTと、モデルライフ途中で追加された4速ATで、シフトレバーはインパネ配置である。

## 歴史
- 2001年 - 第35回東京モーターショーに出品。同年一部の配送業者に試験販売開始。
- 2002年2月 - 正式に販売開始。
- 2004年 - 製造中止。